# Battle of the Bulge Monument

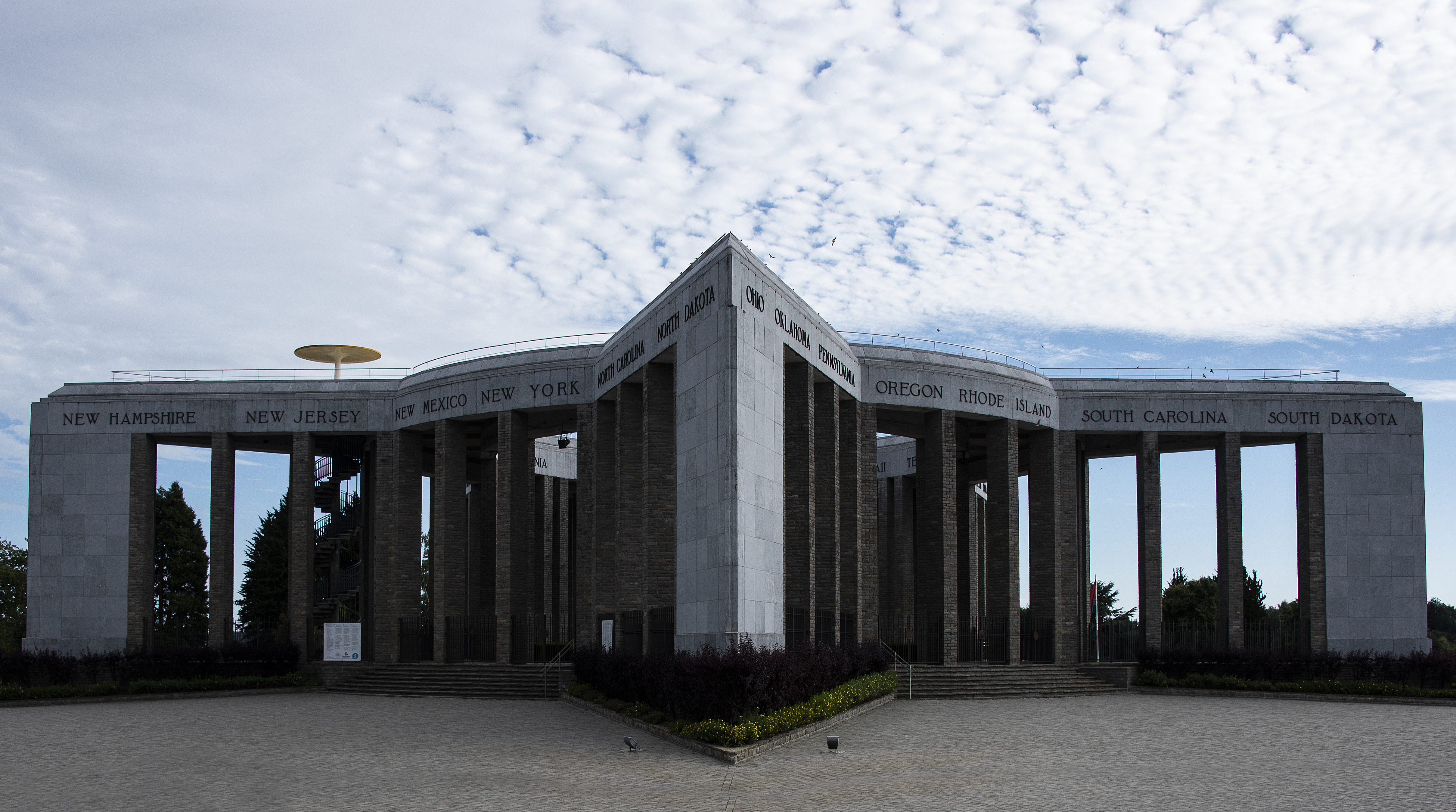
Battle of the Bulge Monument

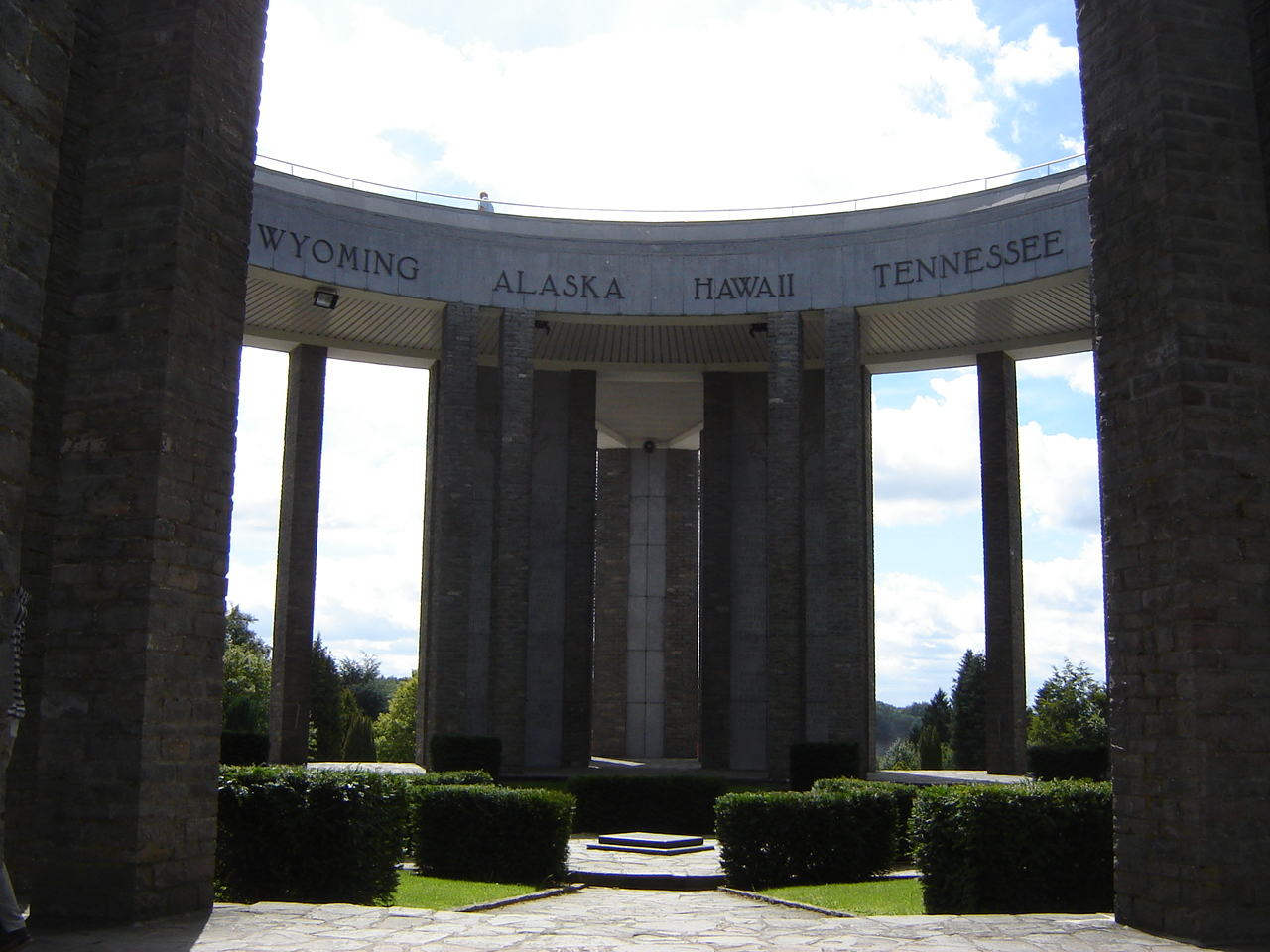
Battle of the Bulge Monument

Het Battle of the Bulge Monument, vroeger het Mémorial du Mardasson (in het Engels Mardasson Memorial) genaamd is een oorlogsmonument ter nagedachtenis aan de Slag om de Ardennen. Het staat op de Mardassonheuvel, ten noordoosten van de Belgische stad Bastenaken, destijds het middelpunt van de strijd.
Het Mémorial du Mardasson werd gerealiseerd op initiatief van de Belgisch-Amerikaanse Associatie, een vereniging die de nagedachtenis aan de vele hier gesneuvelde jonge Amerikanen wil eren. Het monument werd ingewijd op 16 juli 1950 en staat voor de duurzame vriendschap tussen het Belgische en het Amerikaanse volk, die schouder aan schouder vochten om de overwinning in dit Ardennenoffensief in december '44 - januari '45 en de doorslaggevende rol die het bij de bevrijding van Bastenaken heeft gespeeld.
Het monument herdenkt tevens het heldhaftige verzet van de Amerikaanse soldaten van het 101st Airborne Division. Ze werden tijdens het offensief omsingeld door Duitse troepen. Hun leider, generaal Anthony McAuliffe die zich moest overgeven, zou "Nuts" hebben geantwoord. Door deze weigering kon de Amerikaanse generaal George S. Patton jr. de stad ontzetten en zo de laatste Duitse poging aan het westelijk front verhinderen. Elk jaar herdenkt men het heldhaftig verzet tijdens de Marche du Souvenir en Memorial Day.
Het monument heeft de vorm van een vijfpuntige ster, het symbool van het Amerikaanse leger, met elk een vertakkingen van 31 meter lang. Het is ontworpen door de architect Georges Dedoyard om de herinnering aan de 76890 Amerikaanse soldaten die tijdens dit Ardennen Offensief om het leven kwamen of gewond of vermist raakten, levendig te houden. De diameter van het centrale atrium bedraagt 20 meter en heeft een hoogte van 12 meter. Hier werd een steen met het volgende opschrift in het Latijn geplaatst:
«POPULUS BELGICUS MEMOR 4. VII. MCMXLVI LIBERATORIBUS AMERICANIS» 

«The Belgian people remember their American liberators – 4 th July 1946» 

«Het Belgische volk gedenkt zijn Amerikaanse bevrijders – 4 juli 1946» 

Dit is tevens een herinnering aan het feit dat op deze plaats op 4 juli 1946 in aanwezigheid van de Ambassadeur van de Verenigde Staten wat aarde werd verwijderd, in een verzegeld kistje werd gedeponeerd en verstuurd met een speciaal vliegtuig (een Sabena DC4) naar Washington. Een Belgische delegatie, geleid door de minister van Defensie, overhandigde dit heilige kistje aan de toenmalige president van de Verenigde Staten, Harry Truman.
Op de kroon van het gedenkteken staan in brons de namen van de (toenmalige) 48 Amerikaanse staten; op de tien binnenste zuilen van de open galerij staat in het Engels met gouden letters de hele geschiedenis van deze bloedige  Battle of the Bulge gegraveerd . Het verhaal van de slag waarbij 76.000 Amerikanen gewond zijn geraakt of gedood, eindigt met een boodschap: Zij die nu leven, kunnen de grootsheid van degenen die hier stierven en vochten alleen uiten met een toegenomen respect voor de vrijheid, waarvoor zij door het vuur gingen.
Op de buitenste zuilen staan de namen en individuele badges van de belangrijkste Amerikaanse bataljons die deelnamen aan deze strijd. De wandelgang op de top is te bereiken via een wenteltrap. De wandelgang op twaalf meter hoogte biedt een vergezicht op bijna alle verdedigingsstellingen die werden ingenomen tijdens het beleg van de stad. Aan de hand van oriëntatietafels is een beeld te vormen van het slagveld. Aan de voet van het gebouw is een crypte uitgegraven in de rotsen, versierd met prachtig gekleurde mozaïeken van de Franse kunstenaar Fernand Léger. Drie altaren zijn respectievelijk gewijd aan de katholieke, protestantse en joodse religies. 